# Western B
Pour les articles homonymes, voir Western (homonymie).

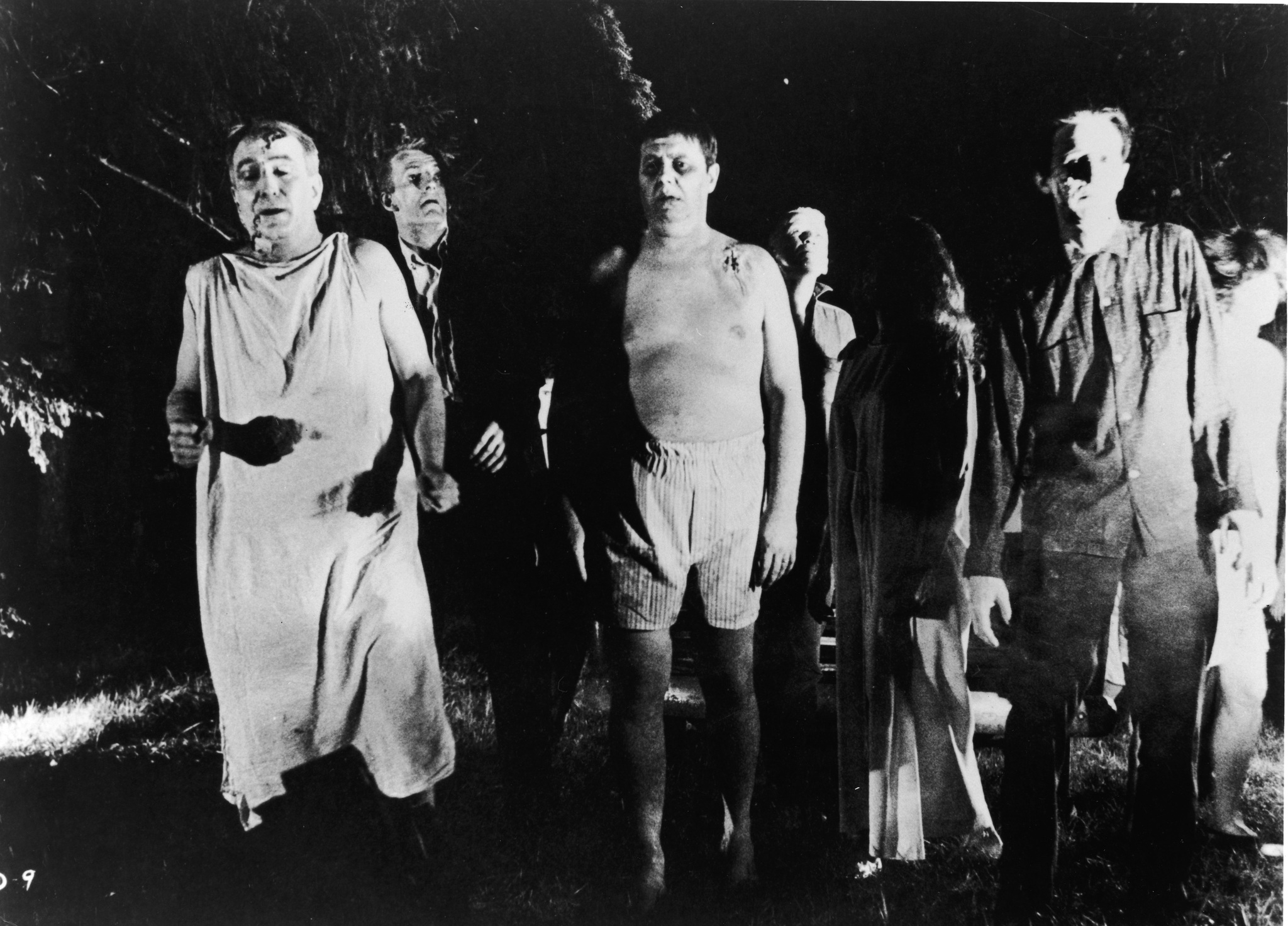
image des gang star

Le western B désigne le sous-ensemble du western appartenant à la série B. Il apparait vers 1930 — avec l'instauration du double programme — et disparait dans les années 1950 au profit de la télévision.
Le western B a une identité tout à fait distincte, avec des studios de production, des acteurs et des codes qui lui sont propres.

## Production
Le western B est surtout produit par des studios spécialisés. Republic et Monogram Pictures furent les deux plus actifs. À côté apparait une multitude de sociétés indépendantes et éphémères.
La production de série B est une production de masse. Une centaine de westerns B voit le jour chaque année. La plupart sont tournés en quelques jours avec des budgets de l'ordre de 10 000 $. Les équipes sont engagées pour plusieurs films réalisés les uns à la suite des autres. Le résultat de la production se dégage donc en séries de films fortement identifiées à l'acteur vedette. Certains acteurs acquièrent une popularité énorme, indissociable du héros cowboy qu'ils interprètent. Par exemple, William Boyd joue le rôle d'Hopalong Cassidy soixante-six fois entre 1935 et 1948. Ce système est très proche des séries télévisées dont il est l'ancêtre. Autre forme de production à petit budget, les serials se distinguent par une continuité de l'histoire.

## Stars

### Western muet
Dans les années 1910, les deux grandes stars du western sont William S. Hart et Tom Mix. Mix aura encore un succès énorme pendant les années 1920 mais Hart, âgé de soixante ans, termine sa carrière en 1925.
Trois autres cowboys très populaires dès 1920 sont Harry Carey, Hoot Gibson et Buck Jones. Ils sont notamment les vedettes des premiers westerns de John Ford : À l'assaut du boulevard (1917), Just Pals (1920) ou Action (1921). George O'Brien, alors peu habitué au genre, joue pourtant dans deux westerns importants de John Ford : Le Cheval de fer (1924) et Trois Sublimes Canailles (1926). Dans la deuxième moitié des années 1920, deux nouveaux cowboys s'imposent en force : Ken Maynard et Tim McCoy.

### Années 1930
En 1930, ces cinq stars franchissent le cap du cinéma parlant et deviennent les héros du western B. À côté viennent s'ajouter d'autres noms issus du muet comme Tom Tyler et Bob Steele, en pleine ascension. En 1931 et 1932, plusieurs débutants se retrouvent en tête d'affiche. Johnny Mack Brown démarre une des carrières les plus prolifiques du western. Il est suivi par Rex Bell, dont le succès sera éphémère, et surtout Tom Keene. C'est aussi à ce moment que débute Randolph Scott, qui aura une carrière plus longue avec notamment des rôles importants dans la série A.
La première moitié des années 1930 est dominée par Ken Maynard, Tim McCoy et Buck Jones. Ils sont suivis par George O'Brien, Hoot Gibson, Bob Steele, Tom Tyler, Tom Keene, Rex Bell, Randolph Scott, Harry Carey, malgré ses 54 ans, et un nouveau venu, John Wayne.
En 1935, Buck Jones continue sur la voie du succès puisqu'il est en tête du box-office. Ken Maynard et George O'Brien sont toujours en vogue mais Tim McCoy et Hoot Gibson de moins en moins. William Boyd commence la série Hopalong Cassidy qui deviendra immensément populaire. La même année apparait celui qui deviendra le plus grand cowboy chantant d'Hollywood : Gene Autry.
Les années 1936 à 1938 sont dominées par deux anciens, Buck Jones et George O'Brien, et deux nouveaux, William Boyd et Gene Autry. En marge figurent Bob Steele, Ken Maynard et Charles Starrett.

### Années 1940
À l'approche de 1940, Gene Autry se hisse en tête du box-office et devient la star du western B. Un autre cowboy chantant émerge à son tour : Roy Rogers. En 1943, Gene Autry part pour l'armée et Roy Rogers devient le favori du public. À son retour en 1946, Autry retrouve immédiatement le succès mais il ne rattrapera plus Rogers au box-office.
Les années 1940 sont dominées par Gene Autry et Roy Rogers. Ils sont suivis par William Boyd, Johnny Mack Brown, Charles Starrett et Bill Elliott. À la fin de la décennie et au début des années 1950, Autry, Rogers et Elliott sont rejoints pour les dernières années du western B par Tim Holt ou encore Rex Allen.